# Claude Goudimel
Claude Goudimel (Besançon, 1514 – Lione, 31 agosto 1572) è stato un compositore, editore, teorico della musica rinascimentale francese.

## Biografia
Claude Goudimel nacque a Besançon. Non si conoscono molti dettagli della sua vita prima del 1549 in cui è documentato a Parigi, dove fino al 1555 studiò all'Università. Nel 1549 pubblicò la sua prima raccolta di canzoni. Risalì a quegli anni la collaborazione con lo stampatore Nicolas Du Chemin, di cui divenne socio dal 1555. 
Si trasferì dapprima a Metz nel 1557, convertendosi al Protestantesimo e appoggiò la causa degli Ugonotti; quindi a causa della ostilità religiosa fu costretto a spostarsi prima a Besançon e poi a Lione. Qui fu ucciso il 31 agosto del 1572, in una delle numerose stragi di Ugonotti avvenute in tutta la Francia nei giorni successivi all'eccidio parigino comunemente noto come Notte di San Bartolomeo.

## Musica e Influenza
Goudimel è ricordato soprattutto per l'armonizzazione a quattro parti dei salmi del Salterio Ginevrino, nella versione francese di Clément Marot, In una delle edizioni delle sue opere, a differenza di quanto era in uso all'epoca, mette la melodia nella voce più alta, dando inizio al metodo ancora oggi più largamente usato nella composizione degli inni. Altre opere sono tre Messe, un Magnificat, alcuni Mottetti, chansons, quasi tutte composte prima della sua conversione al protestantesimo, e salmi. Il suo stile tende all'omofonia, con un sapiente uso di ritmi sincopati intervallanti le varie parti del pezzo. È oggetto di studio tra i musicologi se la sua opera abbia o meno influenzato Giovanni Pierluigi da Palestrina.

## Opere principali
Il lavoro di Goudimel è stato interamente pubblicato nel libro: Claude Goudimel, "Oeuvres complètes", ed. P. Pidoux e altri. Brooklyn: Institute of Medieval Music, 1967-1983, 14 vol.

### Musica sacra: messe
- Missa quatuor vocum, ad imitationem cantionis : Il ne treuve en amitié, Parigi, 1552;
- Missa tres... cum quatuor vocibus, ad imitationem modulorum... Audi filia... Tant plus je metz... De mes ennuys, Parigi, 1558;
- Missæ tres a Claudio de Sermisy, Ioanne Maillard, Claudio Goudimel, cum quatuor vocibus conditæ : & nunc primum in lucem æditæ, ad imitationem modulorum... Plurium modulorum, Cl. de Sermisy ; Je suis des-heritée, Io. Maillard ; Le bien que j’ay, Parigi, 1558;

### Musica sacra: mottetti
I 10 mottetti conosciuti di Goudimel e i suoi 3 Magnificat sono pubblicati nel vol. XI delle "Oeuvres complètes";
- Un libro di mottetti (perso) sarebbe stato pubblicato da Le Roy & Ballard intorno al 1556;

### Musica spirituale: i salmi sotto forma di mottetto
Questa collezione è divisa in otto libri e contiene 67 salmi

#### Libro 1
- Il primo libro, contenente salmi di Davide, CXXVIII, XXXVI, XIII, LXXIX, LI, CXV, XLIII, XI, Parigi, 1551;

#### Libro 2
- La prima edizione di questo secondo libro è andata perduta, quella del 1559 è stata una ristampa;
- Il secondo libro di Salmi di David,  CIII, CXIII, XLVI, LXXXVI, XXXII, IX, IV, CI, Parigi, 1559;

#### Libro 3
- Il terzo libro contenente otto salmi di David, CXLIII, CXVIII, V, XII, I, XXXIII, XXIII, L,  Parigi, 1557;

#### Libro 4
- Il quarto libro contenente otto salmi di Davide, VII, XV, XXV, II, VIII, LXXII, X, XIV, con il cantico di Simeone, Parigi, 1560;

#### Libro 5
- Il quinto libro di salmi di David è impostato su quattro parti di musica sotto forma di mottetti, Parigi, 1562;
- Edizione del 1566, dedicata a François Scepaulx, signore di Vieilleville. Contiene i Salmi XXXIV, XC, XLI, XVI, CXXIX, XL, XLII, CXXIV, XXXV, XXIX;

#### Libro 6
- Il sesto libro dei Salmi di David, impostato su musica in quattro parti sotto forma di mottetti, Parigi, 1565;
- Dedicato a Robert e René Du Mollinet. Contiene i salmi CIV, XCII, XXXIX, CII, LXXXVII, LVI, LXXXV e CXVI. Il tutto è pubblicato nel Volume VI delle "Oeuvres complètes";

#### Libro 7
- Il settimo libro di salmi di David, impostato su musica in quattro parti sotto forma di mottetti, Parigi, 1566;
- Dedicato a Catherine Senneton. Contiene i salmi XLIX, III, XLIV, XX, CXX, XXX, CXXXI, XVIII. Il tutto è pubblicato nel Volume VII delle ""Oeuvres complètes";

#### Libro 8
- L'ottavo libro dei salmi di David è impostato sulla musica in quattro parti sotto forma di mottetti, Parigi, 1566;
- Dedicato a Antoine Poart, signore di Foignon. Contiene Salmi XLVII, XIX, CXLII, VI, XXVII, XLVIII, XXVIII e XXXVII. Il tutto è pubblicato nel Volume VIII delle "Oeuvres complètes";

### Musica spirituale: i salmi omofonici (versione del 1562)
- Salmi di David, tradotto da Clement Marot e Theodore de Besze, recentemente impostato su quattro parti di musica di Claude Goudimel, stampato in quattro volumi, Parigi, 1562;
- Dedicato a François de Scépeaux, maresciallo di Vieilleville. Contiene un'armonizzazione degli 83 Salmi (nella versione 1551 del Salterio di Ginevra l'armonizzazione non è la stessa di quella del 1564);

### Musica spirituale: i salmi omofonici (versione 1564)
- Pubblicato nel vol. IX delle "Oeuvres complètes";
- I centocinquanta salmi di David sono appena stati messi in musica in quattro parti, Parigi, 1564;

### Musica spirituale: i salmi in contrappunto fiorito
- I centocinquanta salmi di David. Recentemente impostato su musica in quattro parti, Parigi, 1568;
- Pubblicato nel vol. X "Oeuvres complètes";

### Musica spirituale: canzoni e cantici
- Canzoni spirituali di Ant. de Muret, numero diciannove, composte da Goudimel, Parigi, 1555;
- Dal deserto dei miei dolori, la mia anima sta ansimando , Lione, 1573;
- Ventisei inni cantati al Signore con Louis Des Masures Tournisien messi in musica in quattro parti ... , Lione, 1564;

### Musica secolare
- Q. Horatii Flacci poetæ lyrici odæ omnes quotquot carminum generibus differunt ad rhythmos musicos redactæ , Parigi, 1555;
- Oltre a questa raccolta, Goudimel ha pubblicato un totale di 69 canzoni a 3 o 4 voci, pubblicate nel vol. XIII dei suoi "Oeuvres complètes";
- Una Ode appare alla fine del Opuscules poétiques di Pierre Enoch e La Meschinière, Lione, 1572.